# День Победы (Азербайджан)
День Победы (азерб. Zəfər Günü) — праздник в Азербайджане по случаю победы во Второй карабахской войне. Установлен распоряжением Президента Азербайджанской Республики от 2 декабря 2020 года, отмечается 8 ноября, в день возвращения города Шуши под контроль Азербайджана. Нерабочий день.

## История

### Предыстория

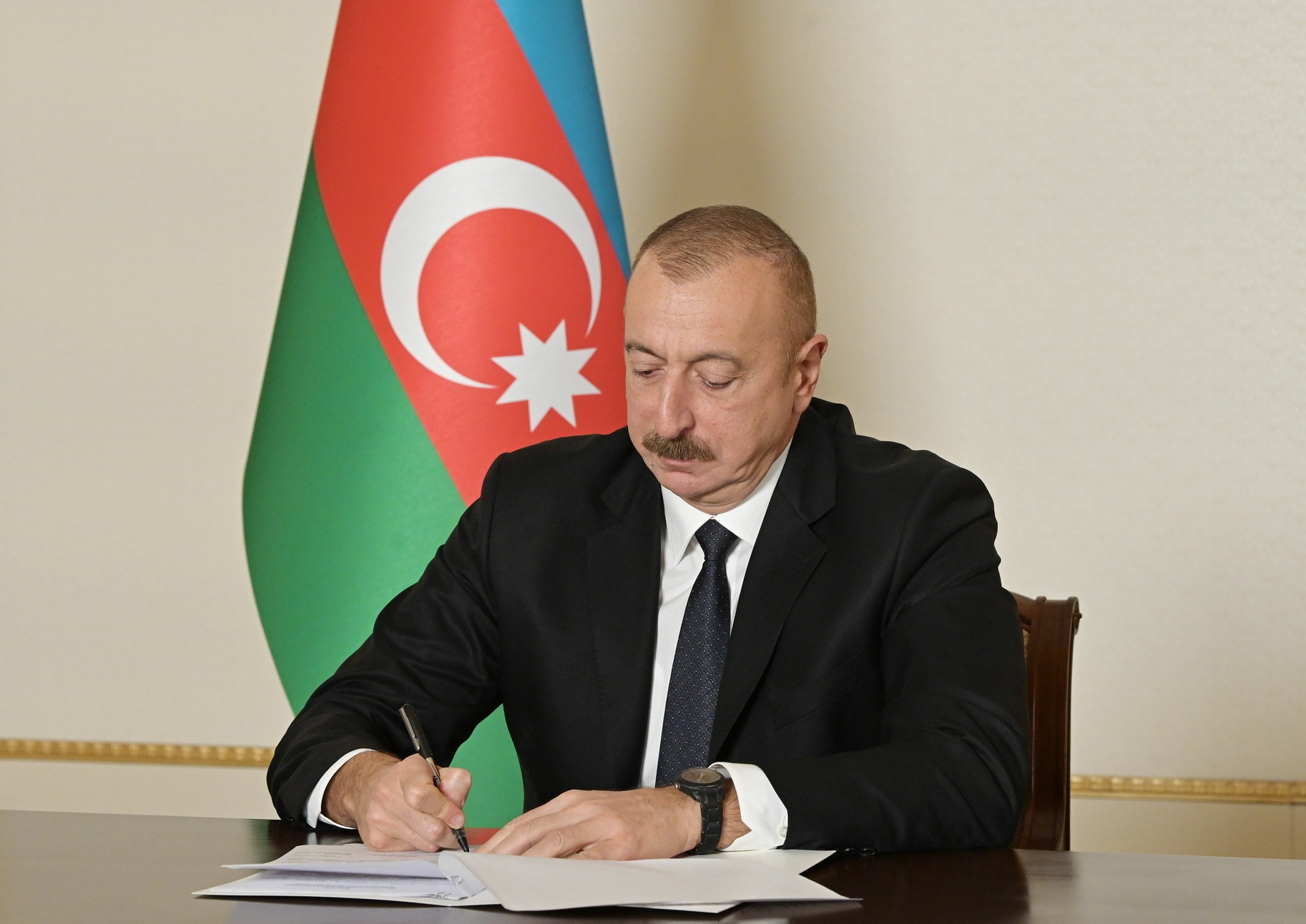
Президент Азербайджана Ильхам Алиев подписывает заявление о прекращении огня в Нагорном Карабахе 10 ноября 2020 года по бакинскому времени

27 сентября 2020 года в Нагорном Карабахе начались крупномасштабные боевые действия, которые продолжались до 10 ноября того же года, когда Президент Азербайджана, премьер-министр Армении и Президент России подписали заявление о прекращении огня с 10 ноября 2020 года. В ходе боевых действий под контроль Вооружённых сил Азербайджана перешли 5 городов (Джебраил, Физули, Зангилан, Губадлы, Шуша), 4 посёлка и 240 сёл, был восстановлен контроль над азербайджано-иранской границей. Решающим событием в конфликте стало взятие города Шуши, в результате чего война закончилась и Азербайджан зафиксировал успех.
Согласно заявлению, Азербайджану был предоставлен прямой наземный доступ к его эксклаву Нахичевань посредством коридора через Армению. Кроме того Кельбаджарский район должен был быть возвращён под азербайджанский контроль до 15 ноября 2020 года (позже по просьбе армянской стороны Азербайджан согласился продлить срок до 25 ноября), Агдамский район — до 20 ноября 2020 года, Лачинский район — до 1 декабря 2020 года. Все три района были возвращены Азербайджану к 1 декабря 2020 года (лишь так называемый Лачинский коридор шириной в 5 км остался под контролем российских миротворческих сил).

### Учреждение

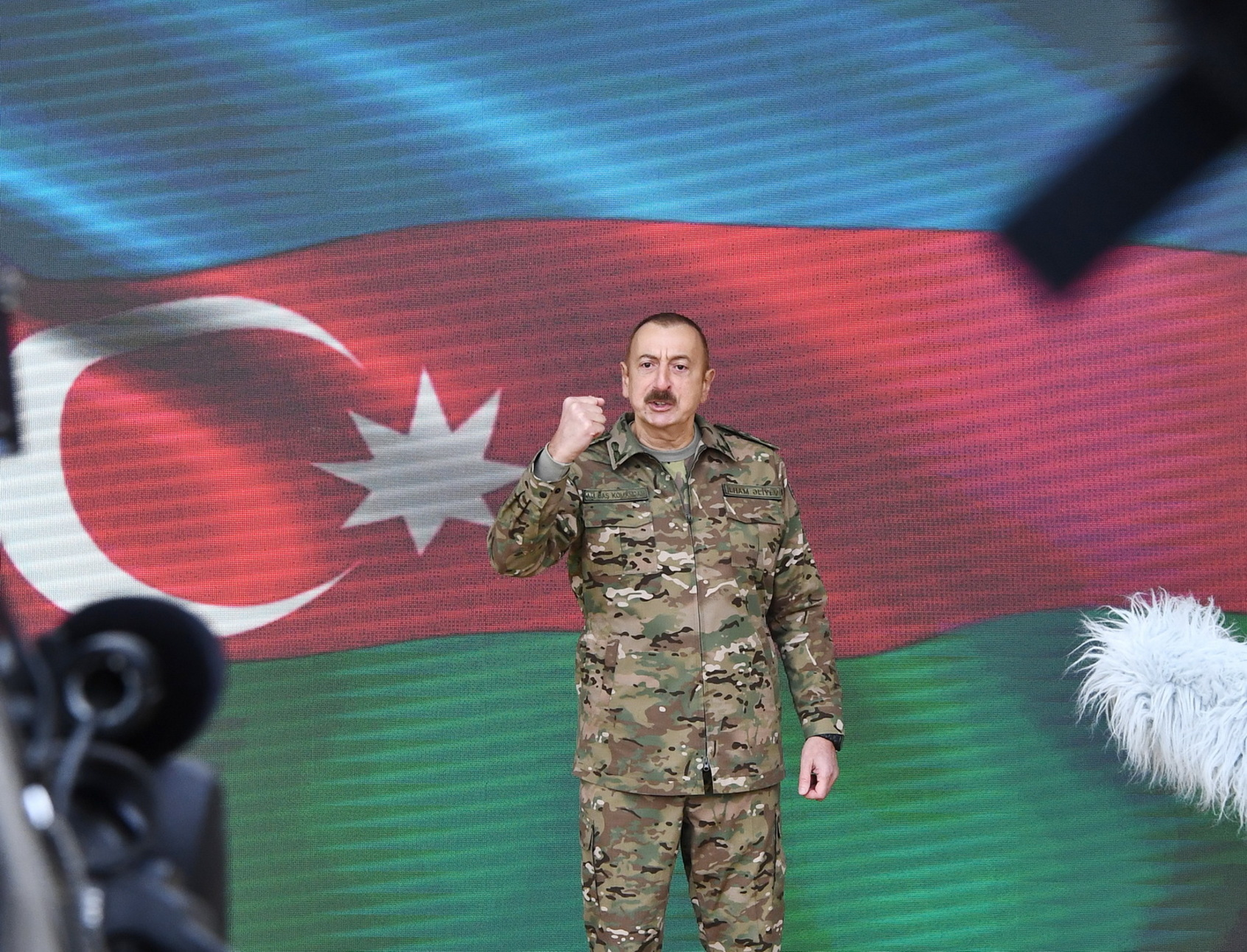
Президент Азербайджана Ильхам Алиев объявляет на Аллее шахидов в Баку о возвращении города Шуши под контроль Азербайджана. 8 ноября 2020 года

2 декабря 2020 года Президент Азербайджанской Республики Ильхам Алиев подписал распоряжение об учреждении Дня Победы в Азербайджанской Республике, в соответствии с которым ежегодно день подписания заявления о прекращении огня по бакинскому времени и вступления его в силу, 10 ноября должно было отмечаться в Азербайджане как День Победы. На следующий день это распоряжение было отменено и новым распоряжением президента Днём Победы было объявлено 8 ноября, день, когда Вооружённые силы Азербайджана взяли под полный контроль город Шушу, что, согласно тексту распоряжения, сыграло значительную роль в победе Азербайджана. Решение об изменении даты празднования Дня Победы на 8 ноября было принято в связи с тем, что дата 10 ноября совпадает с Днём памяти основателя Турецкой Республики Мустафы Кемаля Ататюрка.

### Празднование
В ноябре 2021 года была отмечена первая годовщина победы в Карабахской войне. По этому случаю в столице Азербайджана Баку прошло шествие, в Баку и городе Шуше был проведён салют. В Киеве установлены билборды, в Молдове открыли барельеф, установленного в сквере у Посольства Азербайджана в Молдове, 6 зданий в Лондоне, а также мосты Фатих Султан Мехмет и Явуз Султан Салим и историческая башня Галата в Стамбуле окрасились цветами азербайджанского флага.
8 ноября 2022 года по случаю Дня Победы состоялись мероприятия, включая военный парад в Шуше, который принимал Ильхам Алиев
К третьей годовщине победы был приурочен военный парад, прошедший в Ханкенди после полного перехода Нагорного Карабаха под контроль Азербайджана в ходе сентябрьских столкновений 2023 года. В Музейном центре в Баку открылась организованная Министерством культуры республики, Азербайджанским телевидением (AzTV) и Агентством кино Азербайджана выставка «Художники — бойцы», посвященная Дню Победы, на которой были выставлены работы художников-ветеранов войны.